# Episodi de Il sergente Preston (prima stagione)
La prima stagione della serie televisiva Il sergente Preston è andata in onda negli Stati Uniti dal 29 settembre 1955 al 10 maggio 1956 sulla CBS.
| nº | Titolo originale               | Prima TV USA      | Titolo italiano         | Prima TV Italia |
| -- | ------------------------------ | ----------------- | ----------------------- | --------------- |
| 1  | Vindication of Yukon King      | 29 settembre 1955 | King un cane fedele     |                 |
| 2  | Rebellion in the North         | 6 ottobre 1955    | Kuto l'eskimese ribelle |                 |
| 3  | Trouble at Hogback             | 13 ottobre 1955   |                         |                 |
| 4  | Incident at Gordon Landing     | 20 ottobre 1955   |                         |                 |
| 5  | Bad Medicine                   | 27 ottobre 1955   |                         |                 |
| 6  | Hidden Gold                    | 3 novembre 1955   |                         |                 |
| 7  | Last Mail from Last Chance     | 10 novembre 1955  | Rapina alla miniera     |                 |
| 8  | The Assassins                  | 17 novembre 1955  | Gli assassini           |                 |
| 9  | Golden Gift                    | 24 novembre 1955  | Il segreto della bibbia |                 |
| 10 | Cry Wolf                       | 1º dicembre 1955  | Il bugiardo             |                 |
| 11 | Girl from Vancouver            | 8 dicembre 1955   | L'assassinio di Jack    |                 |
| 12 | Treasure of Fifteen Mile Creek | 15 dicembre 1955  | Il segreto del violino  |                 |
| 13 | The Boy Nobody Wanted          | 22 dicembre 1955  |                         |                 |
| 14 | The Mad Wolf of Lost Canyon    | 29 dicembre 1955  |                         |                 |
| 15 | One Bean Too Many              | 5 gennaio 1956    |                         |                 |
| 16 | Crime at Wounded Moose         | 12 gennaio 1956   |                         |                 |
| 17 | Dog Race                       | 19 gennaio 1956   |                         |                 |
| 18 | Phantom of Phoenixville        | 26 gennaio 1956   |                         |                 |
| 19 | Trapped                        | 2 febbraio 1956   |                         |                 |
| 20 | Justice at Goneaway Creek      | 9 febbraio 1956   |                         |                 |
| 21 | Skagway Secret                 | 16 febbraio 1956  |                         |                 |
| 22 | Relief Train                   | 23 febbraio 1956  |                         |                 |
| 23 | Totem Treasure                 | 1º marzo 1956     |                         |                 |
| 24 | One Good Turn                  | 8 marzo 1956      |                         |                 |
| 25 | The Cache                      | 15 marzo 1956     |                         |                 |
| 26 | Cinderella of the Yukon        | 22 marzo 1956     |                         |                 |
| 27 | Gold Fever                     | 29 marzo 1956     |                         |                 |
| 28 | The Fancy Dan                  | 5 aprile 1956     |                         |                 |
| 29 | The Coward                     | 12 aprile 1956    |                         |                 |
| 30 | Father of the Crime            | 19 aprile 1956    |                         |                 |
| 31 | Remember the Maine             | 26 aprile 1956    |                         |                 |
| 32 | Love and Honor                 | 3 maggio 1956     |                         |                 |
| 33 | All Is Not Gold                | 10 maggio 1956    |                         |                 |

## Vindication of Yukon King
- Prima televisiva: 29 settembre 1955

### Trama
- Guest star: Paul McGuire (moglie di Matt Bascom), Hal K. Dawson (Gus), Pitt Herbert (dottor Thomas Mc Leod), Carol Henry (Mike Trask), Riza Royce (madre)

## Rebellion in the North
- Prima televisiva: 6 ottobre 1955

### Trama
- Guest star: Sid Cassel (Kulo), Thom Carney (Bone), Joseph Granby (Omiak), Bob Woodward (caporale Fred Neale), Carol Henry (Rupert MacLane), Princess Wynemah (Gati, Omiak), Chief Yowlachie (moglie di Chief Verawana)

## Trouble at Hogback
- Prima televisiva: 13 ottobre 1955

### Trama
- Guest star: Frank Fenton (Conway), Martin Green (Mose), Leonard Penn (Hank Greig), Steven Ritch (Swamp Fox), Robert Sheldon (Joe Smiley), Iron Eyes Cody (White Eagle), Babe London (Mrs. Martin)

## Incident at Gordon Landing
- Prima televisiva: 20 ottobre 1955

### Trama
- Guest star: Francis De Sales (Harry), Lewis Charles (Pete), Donna Jo Gribble (Mary), Robert Lynn (Jim), John War Eagle (Charlie Bear Paw)

## Bad Medicine
- Prima televisiva: 27 ottobre 1955

### Trama
- Guest star: Charles Stevens (Kluk-Wan, Medicine Man), Rus Conklin (Chief Kesani), Patricia Maya Dale (Yekesha), George Selk (dottor F.N. Warren), Julia Montoya (Chief), Beulah Archuletta (Indian Woman)

## Hidden Gold
- Prima televisiva: 3 novembre 1955

### Trama
- Guest star: Cheryl Callaway (Meg Barton), Anthony Jochim (Whitey), Vernon Rich (Ezra Barton), Gregg Barton (Jim Masters), Kenne Duncan (Pete Pringle), James Seay (Cassidy)

## Last Mail from Last Chance
- Prima televisiva: 10 novembre 1955

### Trama
- Guest star: Jack Rutherford (Meacham), Gregg Barton (Bowker), Glen Turnbull (Fox), Reed Howes (ispettore), Phyllis Cole (Lucy Merriam), Fred Sherman (Doc Merriam), Jason Johnson (Campbell), Jack Tornek (cittadino)

## The Assassins
- Prima televisiva: 17 novembre 1955

### Trama
- Guest star: Paul McGuire (Ben Gordon), Terry Frost (Roland), Coleman Francis (Jake Martin), John Pickard (Curtis), Judd Holdren (constable Moore), Butler Hixon (maggiore Cecil Warren)

## Golden Gift
- Prima televisiva: 24 novembre 1955

### Trama
- Guest star: Douglas Henderson (Ross Purdy), Larry Chance (Gabe), George E. Mather (Bob), Cornelius Keefe (Luke Stoner), Tom Keene (Rev. John Furman), Hazel Franklyn (Mrs. Martha Furman)

## Cry Wolf
- Prima televisiva: 1º dicembre 1955

### Trama
- Guest star: Sherman Sanders (Billington 'Windy' Brown), Thayer Roberts (Blackjack Bannister), Marjorie Bennett (Martha Brown), Terry Frost (Cal Juve), John Marshall (Joe Mandell)

## Girl from Vancouver
- Prima televisiva: 8 dicembre 1955

### Trama
- Guest star: John Hart (Mort Elborn), Jason Johnson (Wilbur Foost), Ray Boyle (Larry Cushing), Douglas Henderson (Smitty), Patti Gallagher (Jane Cushing), Jack Gardner (Rocky), Cactus Mack (Baggage Man)

## Treasure of Fifteen Mile Creek
- Prima televisiva: 15 dicembre 1955

### Trama
- Guest star: George E. Mather (Jim Dallas), Glen Turnbull (Hunch Miller), Gregg Barton (Shanto), Phyllis Cole (Lucy Poley), Alan Paige (Eddie McCoy), Fred Sherman (Rye Poley), Jack Rutherford (John Dallas), Herman Hack (frequentatore bar), Jack Tornek (frequentatore bar)

## The Boy Nobody Wanted
- Prima televisiva: 22 dicembre 1955

### Trama
- Guest star: Craig Duncan (Cris Darby), Judd Holdren (Jack Darby, alias John Bailey), Reed Howes (ispettore), Harvey Grant (Denny Pickens), Jeane Wood (Flora Coats)

## The Mad Wolf of Lost Canyon
- Prima televisiva: 29 dicembre 1955

### Trama
- Guest star: James Nusser (capitano Whitman), Patrick Whyte (ispettore Carmichael), Harold Bostwick (Harry Thorne), Jack Woody (Charlie Kent), Hal Taggart (Corcoran), Charmienne Harker, Don Kohler, Dave Wiechman

## One Bean Too Many
- Prima televisiva: 5 gennaio 1956

### Trama
- Guest star: Hank Patterson (Lafe Ford), Jack Reynolds (Kip Loge), Pierce Lyden (Jiffy Tyler), Don Kohler (McBain), Pitt Herbert (Horace Bean), Bob Filmer (Gus Ramsey), Charles J. Conrad (Hennessey), Lyn Thomas (Dolly LaVerne), Herman Hack (McBain Employee), Ray Jones (McBain Employee)

## Crime at Wounded Moose
- Prima televisiva: 12 gennaio 1956

### Trama
- Guest star: Edmund Cobb (Judd Sparks), Thayer Roberts (Luke Reading), George J. Lewis (Butte Houser), Almira Sessions (Mrs. Guffy), Mason Curry (Struth), Glen Kilburn (Jack), Jack Tornek (giocatore di carte)

## Dog Race
- Prima televisiva: 19 gennaio 1956

### Trama
- Guest star: Wayne Mallory (Dave Daggett), Edgar Dearing (Hank Webber), Jason Johnson (Mr. Daggett), Thom Carney (Buck Adams), William Tannen (Mantee), George Barrows (Freighter), Herman Hack (Race Spectator)

## Phantom of Phoenixville
- Prima televisiva: 26 gennaio 1956

### Trama
- Guest star: Don Durant (Jack Flynn), Maggie Magennis (Lindy Flinn), Terry Frost (Lars Ulvik), Ted Jacques (Red Brawley), Anthony Radecki (Corp. Wayne)

## Trapped
- Prima televisiva: 2 febbraio 1956

### Trama
- Guest star: Lyn Thomas (Eileen Mabry), Jay Douglas (Tom Mabry), Francis De Sales (Milt Strang), Eddie Foster (Pierre Bourget), Robert Paquin (Bob Laughlin)

## Justice at Goneaway Creek
- Prima televisiva: 9 febbraio 1956

### Trama
- Guest star: Linda Leighton (Ellen Johnson), Dehl Berti (Johnny Johnson), Jack Reynolds (Garrett), William Phillips (Flint), Craig Duncan (Doc), Arnold Daly (padre LeClerc), Jack Woody (Miner) Mike), Brick Sullivan (Miner), Jack Tornek (Hanging Spectator)

## Skagway Secret
- Prima televisiva: 16 febbraio 1956

### Trama
- Guest star: Lyn Thomas (Madge Dayton), Richard Avonde (capitano Barry Arnold), Chuck Webster (Mal Rebow), Lane Bradford (Big Ike Bancroft), Mark Sheeler (Fingers Malloy), Tom Keene (capitano Higsby), Jack Kenny (Diner Patron), Bert Rumsey (George)

## Relief Train
- Prima televisiva: 23 febbraio 1956

### Trama
- Guest star: Coleman Francis (Powers), George Eldredge (Brady), John Damler (Brand), John Marshall (Waco), Virginia Wave (Mrs. Lacey), Jack Kenny (Miner)

## Totem Treasure
- Prima televisiva: 1º marzo 1956

### Trama
- Guest star: Ray Boyle (Ted Sheridan), Stanley Fraser (Prof. Sheridan), Mason Curry (dottore Haywood), Johnny Carpenter (Burrows), Iron Eyes Cody (Mulak), J.W. Cody (Titchik)

## One Good Turn
- Prima televisiva: 8 marzo 1956

### Trama
- Guest star: Sharon Lee (Sally), Francis De Sales (Ben Barlow), Jerry Eskow (Buck Eagan), Casey MacGregor (Mike Ferguson), John Irving (Gerald Stanhope)

## The Cache
- Prima televisiva: 15 marzo 1956

### Trama
- Guest star: Edgar Dearing (Brady), Harry Tyler (Zack Wilson), Dick Wilson (Beaver Louie), Ralph Neff (Hod), George Barrows (Sourdough), Gene Roth (Slocum)

## Cinderella of the Yukon
- Prima televisiva: 22 marzo 1956

### Trama
- Guest star: Maureen Cassidy (Jill Atwater), Karen Scott (Maizie), Joe Downing (Bert Trask), Lewis Charles (Art Mapes), Robert Malcolm (Eben Atwater)

## Gold Fever
- Prima televisiva: 29 marzo 1956

### Trama
- Guest star: Betty Farrington (Ma Greenwood), George Crise (Jimmy Greenwood), William Boyett (constable Malloy), John Mitchum (Lefty Lamont), Steve Raines (Sand)

## The Fancy Dan
- Prima televisiva: 5 aprile 1956

### Trama
- Guest star: Joe Downing (Alec Dewar), I. Stanford Jolley (Sam Haley), Douglas Henderson (Dirk Binney), Rusty Wescoatt (One Punch Madigan), Barry Truex (Tim Norton), Alan Wells (Barry Norton), John Lehman (Mike), Rudy Bowman (Boxing Spectator), Duke Fishman (Boxing Spectator), Jack Kenny (Boxing Spectator), Jack Tornek (Boxing Spectator)

## The Coward
- Prima televisiva: 12 aprile 1956

### Trama
- Guest star: Wayne Mallory (Andy Hewitt), Edmund Cobb (Aaron Hewitt), Thayer Roberts (Cabel Jenks), Allen Lee (Curley), Don Kent (Brad Ruell), Rudy Bowman (cittadino), Brick Sullivan (cittadino)

## Father of the Crime
- Prima televisiva: 19 aprile 1956

### Trama
- Guest star: John Dennis (Hank Manners), Joan Granville (Nancy Manners), James Dobson (Jim Manners), Robert Roark (Jeff Carson), Norman Willis (Carson), Carol Henry (Carson Goon)

## Remember the Maine
- Prima televisiva: 26 aprile 1956

### Trama
- Guest star: Ed Hinton (Barry Jeffers), John Pickard (Sid Helm), Arthur Hansen (George Bassett), Robert Carson (Pete Calhoun), Linda Brent (Rita Mendoza), Kenne Duncan (Sam), 'Snub' Pollard (Cafe Patron)

## Love and Honor
- Prima televisiva: 3 maggio 1956

### Trama
- Guest star: Charles Braswell (constable Lee Wayne), Alena Murray (Laurie Halliday), Keith Richards (Slim), Wade Cagle (Ross Halliday), Steve Mitchell (Barney), Al Paige (cassiere), Howard Wright (giudice)

## All Is Not Gold
- Prima televisiva: 10 maggio 1956

### Trama
- Guest star: Sherman Sanders (Billington 'Windy' Brown), Marjorie Bennett (Martha Brown), Dennis Moore (Paddy Lambert), Robert Christopher (Ray Keane), Robert Paquin (Jamie McAllister), Leo Curley (Emil Dillon)